# Казе ди Педролара (Римини)
Казе ди Педролара је насеље у Италији у округу Римини, региону Емилија-Ромања.
Према процени из 2011. у насељу је живело 211 становника. Насеље се налази на надморској висини од 54 м.